# Format (commande DOS)
La commande format lance le formatage du volume de la disquette, du disque ou du support mémoire demandé sous DOS et Windows.
L'équivalent de cette commande sous Unix est mkfs.

## Exemple d'utilisation
```
format 
Volume
: [/fs:
Système de fichiers
] [/v:
Nom
] [/q] [/a:
Taille de l'unité
] [/c] [/x]
```

- Le paramètre Volume désigne le nom ou la lettre du volume à formater, suivi par deux points.
- Le paramètre Système de fichiers du commutateur /fs: spécifie le système de fichier à utiliser. Les systèmes de fichiers supportés par cette commande sont FAT, FAT 32 et NTFS.
- Le paramètre Nom du commutateur /v: renseigne le nom du volume.
- Le paramètre Taille de l'unité du commutateur /a: fixe la taille du volume.